# Vladímir Kuznetsov (halterófilo, 1963)
Vladímir Alexándrovich Kuznetsov (en ruso: Владимир Александрович Кузнецов; 5 de noviembre de 1963) es un deportista soviético que compitió en halterofilia.
Ganó una medalla de plata en el Campeonato Mundial de Halterofilia de 1983 y cuatro medallas en el Campeonato Europeo de Halterofilia entre los años 1983 y 1992.

## Palmarés internacional
| Representando a la URSS |                     |                   |           |
| Campeonato Mundial      |                     |                   |           |
| Año                     | Lugar               | Medalla           | Categoría |
| 1983                    | Moscú (URSS)        | Medalla de plata  | 75 kg     |
| Campeonato Europeo      |                     |                   |           |
| Año                     | Lugar               | Medalla           | Categoría |
| 1983                    | Moscú (URSS)        | Medalla de plata  | 75 kg     |
| 1984                    | Vitoria (España)    | Medalla de bronce | 75 kg     |
| 1990                    | Ålborg (Dinamarca)  | Medalla de oro    | 75 kg     |
| Representando a la CEI  |                     |                   |           |
| Campeonato Europeo      |                     |                   |           |
| Año                     | Lugar               | Medalla           | Categoría |
| 1992                    | Szekszárd (Hungría) | Medalla de oro    | 75 kg     |